# Catharina Olsson
Catharina Olsson, född 1942 i Sala, är en svensk operasångare (mezzosopran) och sångpedagog.
Olsson har studerat vid Kungliga Musikhögskolan 1965–1970 och Statens musikdramatiska skola (nuvarande Operahögskolan) 1970–1973. Hon debuterade 1973 som Mealippa i Francesco Provenzales Sin hustrus slav från 1672 i Vadstena. Hon fick anställning på Norrlandsoperan 1976, hade många engagemang vid Folkoperan under 1980-talet och har även framträtt i Södertäljeoperan och Värmland.
Bland rollerna kan nämnas Marceillina i Figaros bröllop, Babekan i Egks Förlovningen i San Domingo, Suzuki i Madame Butterfly, titelrollen och Mercedes i Carmen, Amneris i Aida och mödrarna i både Werles Lionardo, Hoffmanns äventyr, Wikströms Den fredlöse, Menottis Amahl och de nattliga besökarna och Konsuln.
Olsson har även varit verksam som konsertsångerska och undervisat i sång vid Dalarö folkhögskola, Kulturama och 2005–2010 vid Härnösands folkhögskola.

## Diskografi
- 1979 – Musikalisk salong – Svenskt 1800-tal (med Lucia Negro, hammarklaver och taffel), Caprice CAP 1136.
- 1994 – Erik Gustaf Geijer: Sånger (med Thomas Schuback, hammarklaver och Per-Arne Wahlgren, sång), Musica Sveciae MSCD 519.

## Filmografi
- 1983 – Carmen

## Teater

### Roller
| År   | Roll      | Produktion                                       | Regi          | Teater         |
| ---- | --------- | ------------------------------------------------ | ------------- | -------------- |
| 1990 | Jacks mor | Into the Woods Stephen Sondheim och James Lapine | Georg Malvius | Wermland Opera |